# Sénat Diepgen II
Ville-Land de Berlin-Ouest
Diepgen I Momper
Le sénat Diepgen II (en allemand : Senat Diepgen II) est le gouvernement de la ville-Land de Berlin-Ouest entre le 18 avril 1985 et le 16 mars 1989, sous la 10e législature de la Chambre des députés.

## Coalition et historique
Dirigé par le bourgmestre-gouverneur chrétien-démocrate sortant Eberhard Diepgen, ce sénat est constitué et soutenu par une « coalition noire-jaune » entre l'Union chrétienne-démocrate d'Allemagne (CDU) et le Parti libéral-démocrate (FDP). Ensemble, ils disposent de 81 députés sur 144, soit 56,3 % des sièges de la Chambre des députés.
Il est formé à la suite des élections régionales du 10 mars 1985.
Il succède donc au sénat Diepgen I, constitué et soutenu par la même coalition.

### Formation
Au cours de ce scrutin, l'Union chrétienne-démocrate et le Parti libéral parviennent à accroître leurs représentations au sein du Parlement berlinois. En conséquence, ils reconduisent l'alliance qui les unit depuis 1981.

### Succession
Lors des élections régionales du 29 janvier 1989, la CDU recule fortement tandis que le FDP est carrément exclu de l'hémicycle, faute de dépasser les 5 % des voix.
Le Parti social-démocrate d'Allemagne (SPD), dans l'opposition depuis huit ans, décide alors de constituer une « coalition rouge-verte » avec la Liste alternative pour la démocratie et la protection de l'environnement (AL). Ainsi, le social-démocrate Walter Momper peut composer son gouvernement environ six semaines plus tard.

## Composition

### Initiale (18 avril 1985)
- Les nouveaux sénateurs sont indiqués en gras, ceux ayant changé d'attributions en italique.

| Portefeuille                                                           | Titulaire | Titulaire                 | Parti |
| ---------------------------------------------------------------------- | --------- | ------------------------- | ----- |
| Bourgmestre-gouverneur                                                 |           | Eberhard Diepgen          | CDU   |
| Bourgmestre Sénateur à l'Intérieur                                     |           | Heinrich Lummer           | CDU   |
| Sénateur aux Travaux publics et au Logement                            |           | Klaus Franke              | CDU   |
| Sénateur aux Finances                                                  |           | Günter Rexrodt            | FDP   |
| Sénateur à la Santé et aux Affaires sociales                           |           | Ulf Fink                  | CDU   |
| Sénatrice à la Jeunesse et à la Famille                                |           | Cornelia Schmalz-Jacobsen | FDP   |
| Sénateur à la Justice et aux Affaires fédérales                        |           | Rupert Scholz             | CDU   |
| Sénatrice aux Questions scolaires, à la Jeunesse et aux Sports         |           | Hanna-Renate Laurien      | CDU   |
| Sénateur aux Affaires culturelles                                      |           | Volker Hassemer           | CDU   |
| Sénateur à la Science et à la Recherche                                |           | Wilhelm Kewenig           | CDU   |
| Sénateur au Développement urbain et à la Protection de l'environnement |           | Horst Vetter              | FDP   |
| Sénateur aux Transports et aux Entreprises                             |           | Edmund Wronski            | CDU   |
| Sénateur à l'Économie et au Travail                                    |           | Elmar Pieroth             | CDU   |

### Remaniement du 17 avril 1986
- Les nouveaux sénateurs sont indiqués en gras, ceux ayant changé d'attributions en italique.

| Portefeuille                                                               | Titulaire | Titulaire                                            | Parti |
| -------------------------------------------------------------------------- | --------- | ---------------------------------------------------- | ----- |
| Bourgmestre-gouverneur                                                     |           | Eberhard Diepgen                                     | CDU   |
| Bourgmestre Sénatrice aux Questions scolaires, à la Jeunesse et aux Sports |           | Hanna-Renate Laurien                                 | CDU   |
| Sénateur aux Travaux publics et au Logement                                |           | Georg Wittwer                                        | CDU   |
| Sénateur aux Finances                                                      |           | Günter Rexrodt                                       | FDP   |
| Sénateur à la Santé et aux Affaires sociales                               |           | Ulf Fink                                             | CDU   |
| Sénateur à l'Intérieur                                                     |           | Wilhelm Kewenig                                      | CDU   |
| Sénatrice à la Jeunesse et à la Famille                                    |           | Cornelia Schmalz-Jacobsen                            | FDP   |
| Sénateur à la Justice et aux Affaires fédérales                            |           | Rupert Scholz (jusqu'au 18/05/1988) Ludwig Rehlinger | CDU   |
| Sénateur aux Affaires culturelles                                          |           | Volker Hassemer                                      | CDU   |
| Sénateur à la Science et à la Recherche                                    |           | George Turner                                        | Sans  |
| Sénateur au Développement urbain et à la Protection de l'environnement     |           | Jürgen Starnick                                      | Sans  |
| Sénateur aux Transports et aux Entreprises                                 |           | Edmund Wronski                                       | CDU   |
| Sénateur à l'Économie et au Travail                                        |           | Elmar Pieroth                                        | CDU   |